# 佐伯由美香
佐伯 由美香（さえき ゆみかは、日本の元AV女優。エルプロモーション所属。

## 略歴
2006年頃に企画女優してAVデビュー。キャリア初期は伊藤結衣として主にエムズビデオ作品に出演しており、引退を挟んで桜木えみ香、そして佐伯由美香へと芸名が変わる。
2023年3月4日、公式ツイッターでAV引退を表明。